# Johann Nepomuk della Croce

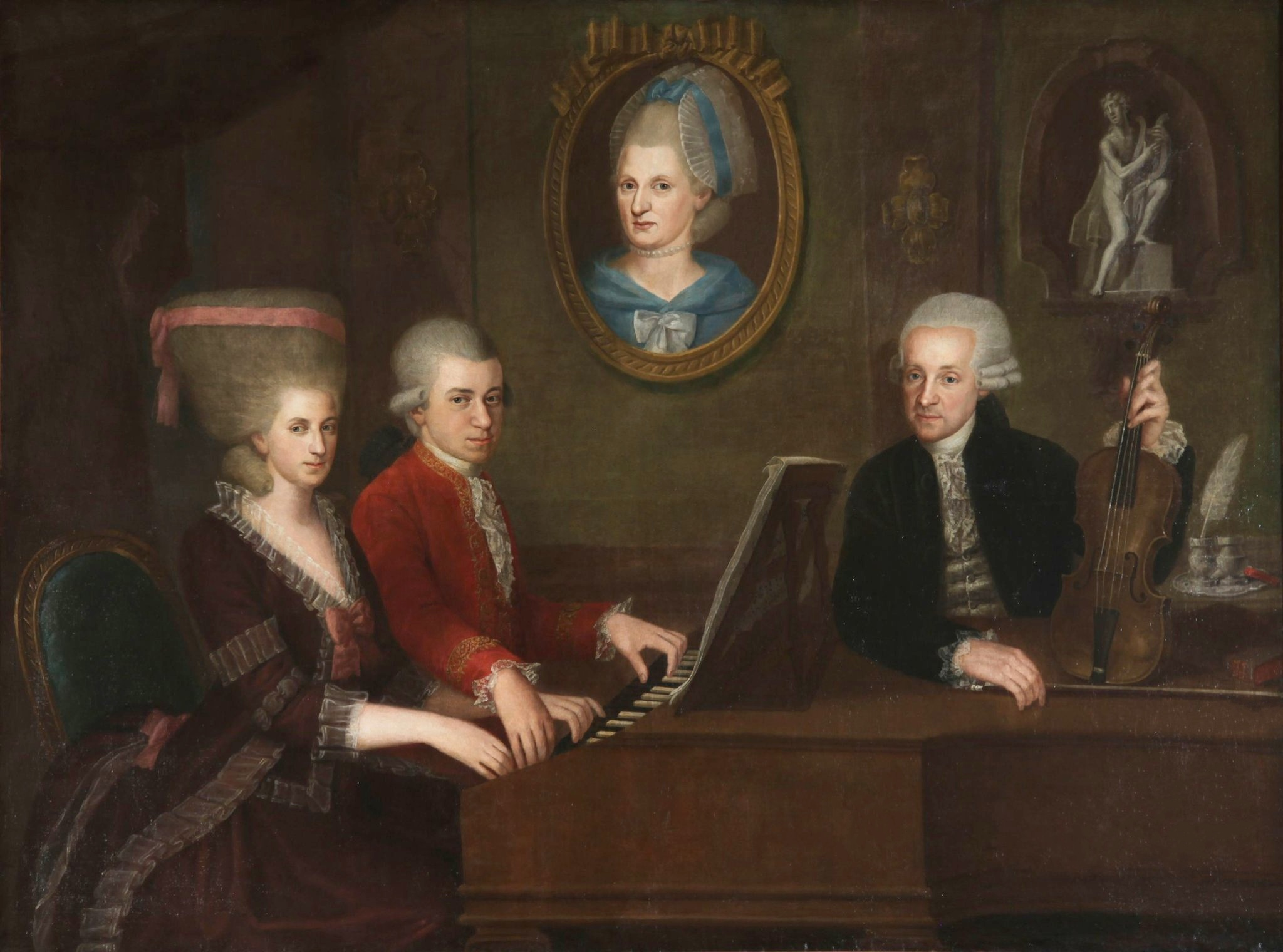
Wolfgang Amadeus Mozart met zijn zus Maria Anna en vader Leopold. Aan de muur hangt het portret van zijn overleden moeder Anna Maria, ca. 1780

Johann Nepomuk della Croce (Pressano, 7 augustus 1736 – Linz, 4 maart 1819) was een Oostenrijks schilder.
Hij werd geboren in Pressano, in Tirol, in 1736. Hij studeerde onder Lorenzoni, een Italiaanse kunstenaar. Nadat hij had rondgereisd in Italië, Duitsland, Hongarije en Frankrijk, vestigde hij zich in Burghausen. De historicus Felix Joseph von Lipowsky schatte in dat Della Croce 5000 portretten en 200 historische figuren heeft geschilderd. In de kerken van Beieren zijn veel altaarstukken van zijn hand te vinden. Hij overleed in 1819. Zijn zoon Clemens de La Croce (1783-1832) werd ook schilder.
- Gemeinsame Normdatei: 119272040
- International Standard Name Identifier: 0000 0000 6678 1947
- Library of Congress Control Number: n85257820
- MusicBrainz: ea6539f4-163f-41ef-974a-5fc4ab2800a8
- RKD-Nederlands Instituut voor Kunstgeschiedenis: 19164
- Union List of Artist Names: 500055970
- Virtual International Authority File: 62354667
- WorldCat: E39PBJppGhVqWFqTB8hBMd3JDq